# Марчело Тегалиано
Марчело Тегалиано (на италиански: Marcello Tegalliano; на латински: Marcellus Tegalliano) е вторият дож на Венецианската република, който управлява от 717 до 726 г. За него е известно много малко. Името Тегалиано му е дадено по-късно от летописците, също както му е приписано и името Марчело като предполагаем наследник на една от венецианските фамилии – Марчело.
Марчело Тегалиано e magister militum – военен министър при първия дож Паоло Лучо Анафесто. След неговата смърт през 717 г. Тегалиано е избран за дож на Венеция. По всичко изглежда, че умира от естествена смърт през 726 г. и се предполага, че е погребан в Ераклеа.